# Skala (Lakonien)
Skala (griechisch Σκάλα (f. sg.)) ist eine Kleinstadt in Lakonien, Griechenland, mit einer Einwohnerzahl von 3026 (2011). Seit 2011 ist sie Sitz der neu gegründeten Gemeinde Evrotas, in der sie mit einigen umgebenden Orten einen gleichnamigen Gemeindebezirk bildet.

## Verwaltungsgliederung
Skala war von 1997 bis 2010 das Zentrum einer gleichnamigen Gemeinde, die 2011 in Evrotas aufging. Die ehemaligen Bezirke dieser Gemeinde existieren als Stadtbezirk Skala und fünf Ortsgemeinschaften weiter fort.
Skala gliedert sich in die folgenden Gemeindebezirke (in Klammern die Einwohnerzahl aus der Volkszählung 2001):
- Stadtbezirk (dimotiki kinotita) Skala (3.089) mit Skala (3067) und Trinisa (22)
- Ortsgemeinschaft (topiki kinotita) Grammousa (früher: Ambelochori) (299)
- Ortsgemeinschaft (topiki kinotita) Leimonas (425) mit Leimonas (281) und Agii Taxiarches (144)
- Ortsgemeinschaft (topiki kinotita) Peristeri (851) mit Peristeri (368), Agios Georgios (früher: Panigyristra) (260) und Filisi (223)
- Ortsgemeinschaft (topiki kinotita) Stefania (485) mit Stefania (467) und Souli (18)
- Ortsgemeinschaft (topiki kinotita) Vrondamas (784)

## Geschichte
Funde, welche sich im Archäologischen Museum von Sparta befinden, bezeugen, dass die Ebene von Skala um ca. 3000 v. Chr. bewohnt war. Erste Siedler waren die Achäer, welche mit der Einwanderung der Dorer zu deren Heloten wurden.
Weitere bedeutende Funde aus der klassischen und hellenistischen Zeit sind in der Nähe von Vrontamas gemacht worden. Die damaligen Bewohner zählten zu den Periöken.
Die Region verfügt auch über bemerkenswerte Reliquien des byzantinischen Zeitalters, wie z. B. das „Palaiomonastiro“. In Skala sind noch die beiden byzantinischen Kirchen der Verklärung und des Hl. Georgs vorhanden.

## Wirtschaft
Die Wirtschaft der Region Skala basiert hauptsächlich auf landwirtschaftlichen Erzeugnissen. Die Region ist berühmt für ihre Orangen- sowie Olivenhaine. Die ökologische Landwirtschaft hat eine überdurchschnittlich hohe Bedeutung – mit wachsender Tendenz. Des Weiteren werden Tomaten, Bohnen, Paprika und Auberginen angebaut und exportiert.
In Grammousa, das früher Ambelochori (‚Weinbergdorf‘) hieß, werden große Mengen von Reben produziert. Der erzeugte Wein genießt in der Region einen guten Ruf.

## Ökologie
Der als Trinisa bekannte mittlere Strand des Lakonischen Golfs gehört wegen seines seichten und sauberen Wassers zu den wichtigsten Biotopen für die im Mittelmeerraum verbreitete Karettschildkröte Caretta caretta. Die Gelege werden erfasst, mit Hilfe von Bambusgitter vor Fressfeinden geschützt und regelmäßig kontrolliert. An der Skalas-Gytheiou Straße weisen sieben mehrsprachige Informationstafeln auf die Karettschildkröten hin.